# Роман-Кош
Рома́н-Кош (укр. Роман-Кош, крымскотат. Orman Qoş, Орман Къош) — высшая точка Крымских гор, расположена в массиве Бабуган-Яйла Главной гряды Крымских гор.

## Этимология
Название происходит от тюркских слов orman и qoş. Orman значит «лес», а для qoş приводятся значения «временное жилище пастуха» или «загон» (для овец). О. Трубачёв предлагал объяснить первое слово с помощью индоарийской реконструкции *raman (стоянка, привал).
Название «Роман-Кош» встречается уже в путеводителе 1894 года Н. Головкинского.

## Описание
В административном отношении относится к «большой Ялте». Высота горы 1545 м. Некоторые источники, к примеру военные карты 80-х годов XX века, указывают более точную, геодезическую высоту в 1547 м, но в краеведческой и популярной литературе, фигурирует высота в 1545 м. 
Русский геолог Н. А. Головкинский в работе «К отчету за 1892 год гидрогеолога Таврической губернии Земской Управы. Источники Чатырдага и Бабугана» обозначает высоты некоторых вершин Крыма «… Высшая точка на Бабугане, Роман-кош, или Ороман-кош, — 723,3 сажени (1543,23 м.), следующая за нею Зейтин-кош — 718,96 саж. Высшая точка, на Чатырдаге, Эклизи-бурун — 714,69 саж. Чатырдаг долго незаслуженно пользовался репутацией самой значительной крымской вершины; только по временам, в Ялте и Алупке, местные патриоты горячо оспаривали его первенство в пользу Ай-Петри, высота которого оказалась — 577,93 саж. Но теперь и для Чатырдага пришла пора разоблачений».

Сегодня Роман-Кош находится на территории Крымского природного заповедника. Официально вход в заповедник запрещён. В летние месяцы велика вероятность встретиться с представителями охраны заповедника на перевале Гурзуфское седло, которые в большинстве случаев просто не пропускают на плато.

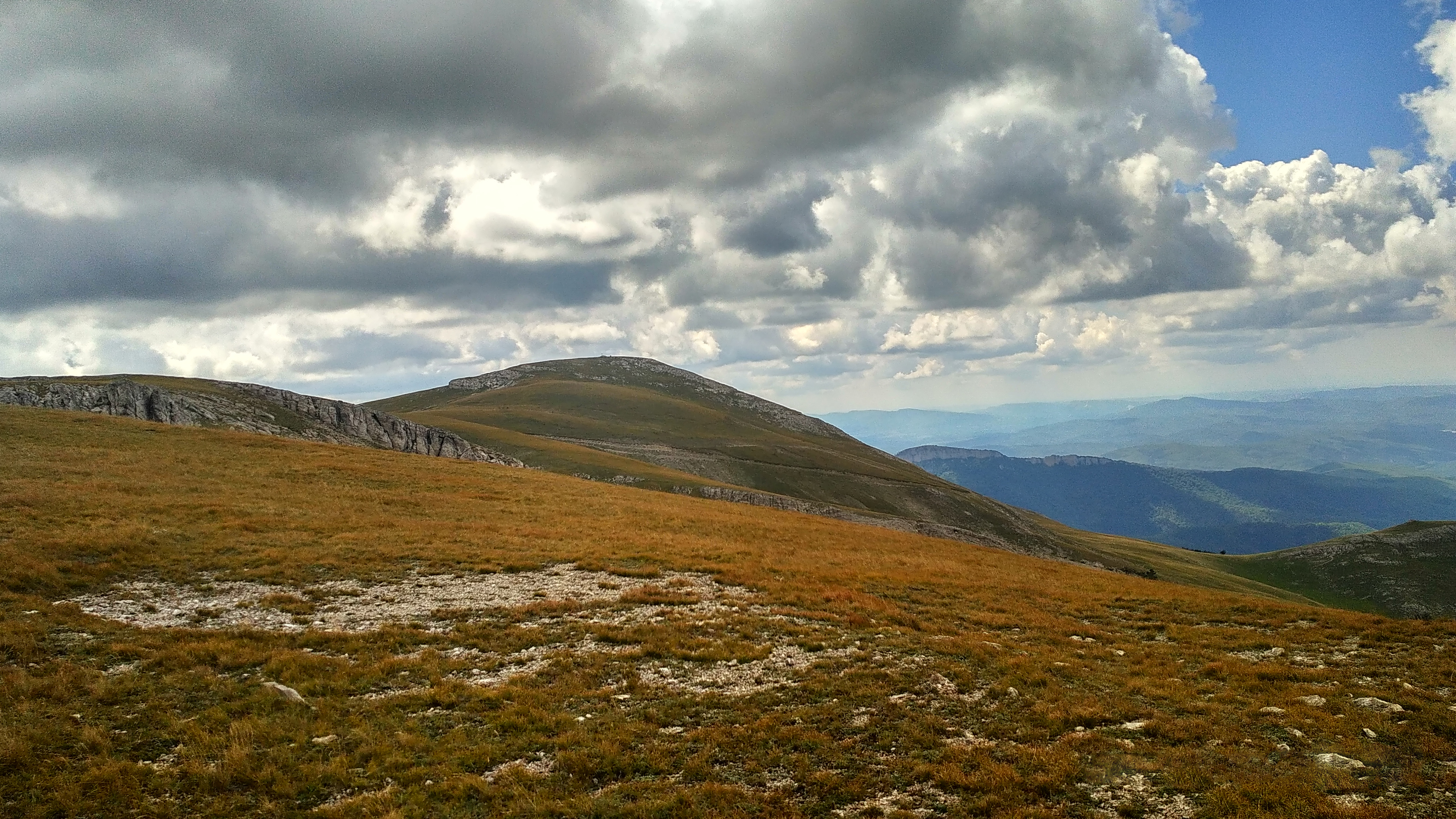
Вид с востока
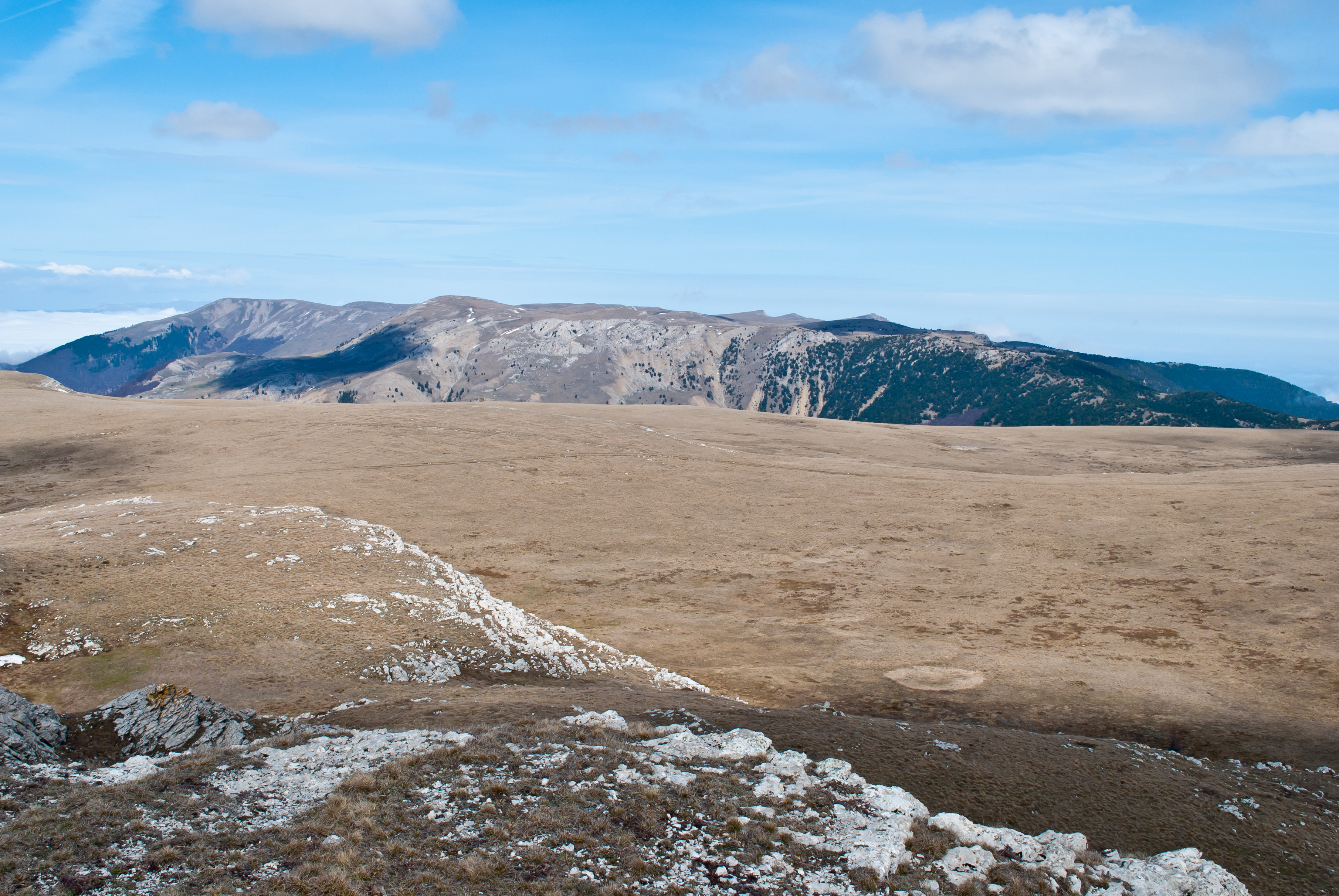
Вид с юго-запада, с Демир-Капу
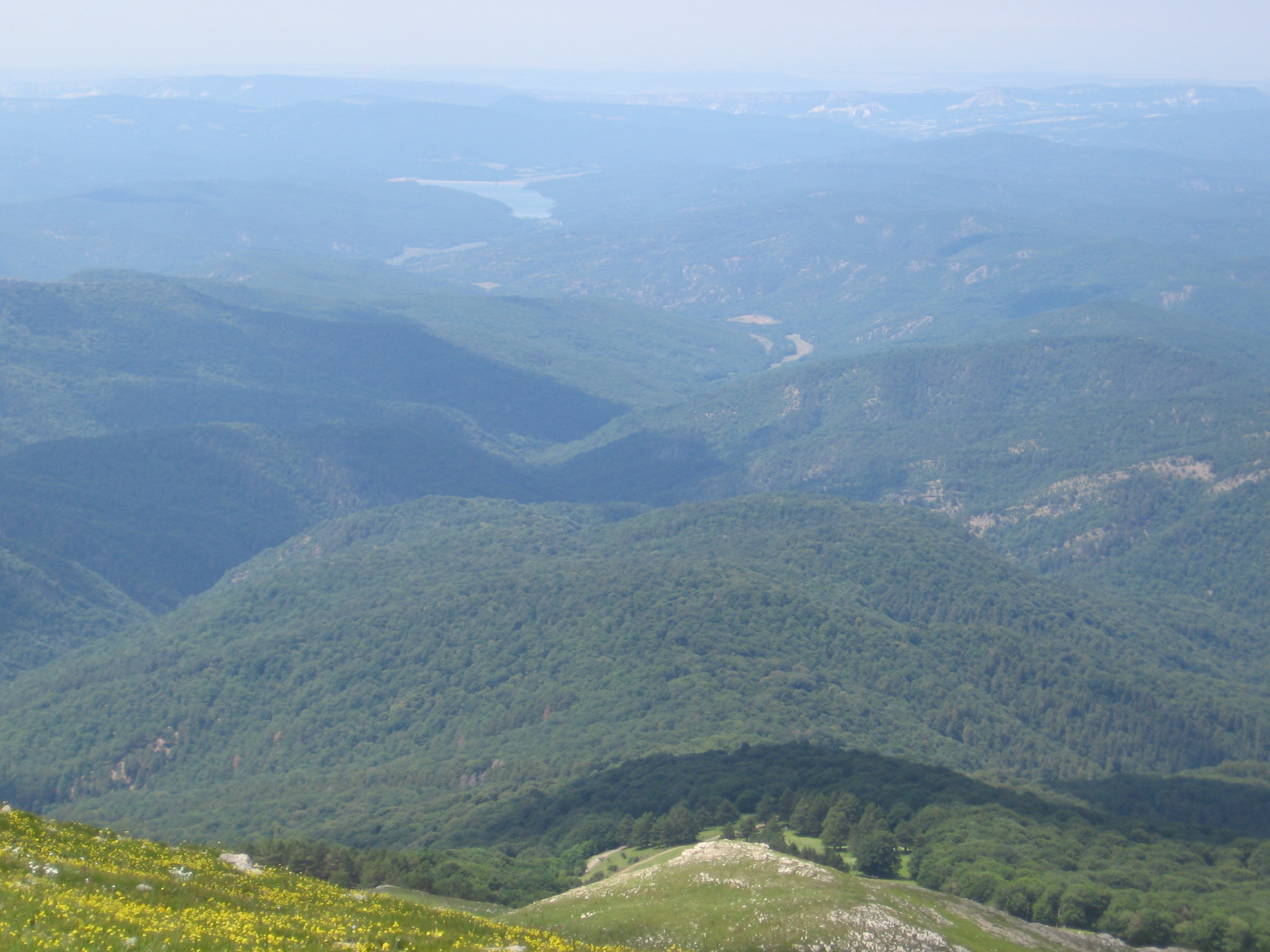
Вид с вершины на восток, на долину реки Кача

В 1966 году одновременное восхождение на Роман-Кош совершили 1200 пионеров лагеря «Артек». Поход был посвящён открытию XV съезда ВЛКСМ. На вершине горы был установлен бюст В. И. Ленина.

Восхождению на Роман-Кош посвящена песня Е. Крылатова на слова Ю. Энтина «Первая вершина»:
Пускай, быть может, Роман-Кош 
На Эверест и не похож,
Но это наша первая вершина….